# Вокальный цикл
Вокальный цикл (нем. Liederkreis, Liederzyklus, англ. song cycle) — цикл романсов или песен, объединённых общей поэтической и музыкальной идеей. Последняя может быть реализована различными средствами, например, с помощью лейтмотивов, гармонических и ритмических формул, особой организации музыкальной формы целого (так называемая циклическая форма) и т.д. Вокальные циклы трудно отличить от песенных сборников, которые композитор часто представляет в виде продуманного целого.

## Краткая характеристика
Первым вокальным циклом в истории музыки часто называют произведение «К далёкой возлюбленной» Людвига ван Бетховена (1816). Вместе с тем существует и такая точка зрения, что это «не был ещё песенный цикл в современном понимании термина — в нём отсутствовало расчленение на отдельные звенья, имелась тематическая реприза» и фактически начало этому жанру положил Франц Шуберт своими вокальными циклами «Прекрасная мельничиха» и «Зимний путь».
В первой половине XIX века жанр был освоен и другим композитором-романтиком — Робертом Шуманом («Любовь и жизнь женщины»). Вслед за Шубертом и Шуманом вокальные циклы сочинили другие композиторы, в частности Михаил Глинка («Прощание с Петербургом»).
До середины XIX века все вокальные циклы писались для голоса в сопровождении фортепиано. Первый вокальный цикл с оркестровым сопровождением — «Пять песен на стихи Матильды Везендонк» Рихарда Вагнера (существует и версия с фортепианным сопровождением). Вокальные циклы для голоса и оркестра на рубеже XIX и XX веков писал Густав Малер («Песни странствующего подмастерья», «Волшебный рог мальчика» и другие)
В XX веке вокальный цикл оставался востребованным у композиторов. Вокальные циклы писали Арнольд Шёнберг («Лунный Пьеро»), Луиджи Даллапиккола, Ариберт Райман, Кароль Шимановский, Александр Мосолов («4 газетных объявления», «Три детские сценки» и др.), Дмитрий Шостакович («Из еврейской народной поэзии», «Сатиры на стихи Саши Чёрного» и др.), Витольд Лютославский, Эдисон Денисов («Жизнь в красном цвете», «Солнце инков» и др.) и прочие композиторы.

## Проблемы термина и понятия
Хотя термин «Liederzyklus» вошёл в употребление в XIX веке, некоторые учёные считают, что понятие вокального цикла сложилось гораздо раньше, и потому возможно его ретроспективное применение. Так, Сьюзан Юэнс (в статье «Song cycle» из Музыкального словаря Гроува) называет вокальными циклами «Венчик Венеры» И. Г. Шейна («Venus Kräntzlein», 1609) и «Musicalische Kürbs-Hütte» Г. Альберта (1645), поскольку пьесы первого объединены темой исследования любви (англ. exploraion of love), а второго — темой смерти. С другой стороны, автор фундаментальной статьи «Zyklus» в MGG2 Людвиг Финшер предостерегает от чрезмерно широкого употребления термина, при котором терминологическое отличие вокального цикла от тематического сборника песен нивелируется: «...практически каждый вышедший из печати песенный сборник XIX–XX вв. можно назвать вокальным циклом, поскольку со времён Шуберта и Лёве большинство композиторов зорко следили за тем, чтобы композиция песенного опуса была содержательно осмысленной». Результатом группировки распеваемых стихов становится «сеть отношений» формально или даже содержательно связанных текстов (одного или нескольких поэтов), однако эта цикличность может относиться только к текстам (т.е. оставаться без специфически музыкальных признаков цикла).